# 밀 알레르기
밀 알레르기(meat allergy)는 밀에 대한 알레르기이다. 글루텐이나 다양한 밀의 성분에 대해 알레르기가 나타날 수 있다.
밀 알레르기는 밀에 대한 알레르기로 일반적으로 음식 알레르기로 나타나지만 직업적 노출로 인해 접촉 알레르기가 될 수도 있다. 모든 알레르기와 마찬가지로 밀 알레르기도 면역글로불린 E와 비만세포 반응과 관련이 있다. 일반적으로 알레르기는 밀의 종자 저장 단백질로 제한된다. 일부 반응은 밀 단백질에만 국한되는 반면, 다른 반응은 다양한 종자 및 기타 식물 조직에 걸쳐 반응할 수 있다. 밀 알레르기는 드문다. 2012년 일본 연구에서는 성인의 유병률이 0.21%로 추정되었다.
밀 알레르기는 밀에 많은 알레르기 유발 성분(예: 세린 프로테아제 억제제, 글루텔린, 프롤라민)이 있고 서로 다른 반응이 종종 서로 다른 단백질에 기인하기 때문에 잘못된 이름일 수 있다. 27가지 잠재적인 밀 알레르기 유발 물질이 성공적으로 확인되었다. 가장 심각한 반응은 셀리악병을 유발하는 단백질의 친척인 오메가 글리아딘으로 인한 운동/아스피린 유발 아나필락시스이다. 그 밖에 더 흔한 증상으로는 메스꺼움, 두드러기, 아토피 등이 있다.
글루텐 민감증과 셀리악병은 관리 방법이 비슷하더라도 서로 다른 두 가지 질병이다. 밀 알레르기 관리는 밀이나 기타 글루텐 함유 시리얼이 포함된 모든 식품을 완전히 중단하는 것이다.